# Broadsword-klass
Broadsword-klass eller Typ 22 är en serie brittiska fregatter. Totalt fjorton fartyg byggdes för Royal Navy. Inga är längre kvar i brittisk tjänst, men sex stycken är fortfarande i tjänst i brasilianska (3), rumänska (2) och chilenska (1) flottorna.

## Utveckling
År 1966 var ett omvälvande år för Royal Navy. 1966 Defence White Paper innebar en betydande ambitionsminskning för hela den brittiska krigsmakten, bland annat lades hangarfartygsprojektet CVA-01 ner. I stället koncentrerade man sig på fyra nya fartygstyper:
- En klass lätta hangarfartyg (Invincible-klass)
- En klass robotjagare som skulle vara mindre och billigare än County- och Bristol-klasserna (Sheffield-klass)
- En klass robotbeväpnade fregatter för ubåtsjakt (Broadsword-klass)
- En klass minröjningsfartyg (Hunt-klass).

Robotjagarna var de fartyg som fick högst prioritet tätt följt av hangarfartygen. Därefter blev det inte mycket resurser kvar till fregatterna. Detta ledde till att Amazon-klassen köptes in för att fylla luckan med en relativt enkel och billig variant i väntan på att Broadsword-klassen blev färdig.
År 1972 beställdes de första fyra fregatterna (batch 1) av Yarrow Shipbuilders i Glasgow. Broadsword-klassen var unik såtillvida att de var de första fartygen som byggts för Royal Navy som saknade huvudartilleri. De förlitade sig i stället på robotvapen; Exocet mot sjömål och Sea Wolf mot luftmål. Fartygens huvudsakliga uppgift var dock ubåtsjakt och vapnet för det var målsökande torpeder som kunde avfyras både från fartyget självt eller släppas från fartygets helikopter.
Längden på fartygen begränsades av längden på fregattdockorna i Devonport till drygt 130 meter, något som visade sig påverka fartygens sjövärdighet i grov sjögång. Därför förlängdes följande sex fartyg (batch 2) till drygt 145 meter. Förlängningen gjorde att fartygen kunde utrustas med lågfrekvent släpsonar och en större stridsledningscentral med plats för de extra sonaroperatörer som krävdes. Det gav också plats för mer bränsle och två knop högre maxfart. Beställningarna gick dock långsamt, främst för att fartygen hade blivit mycket dyrare än beräknat.
Kostnaderna hade kunnat bli slutet för Broadsword-klassen om det inte hade varit för Falklandskriget där HMS Broadsword och HMS Brilliant gjorde mycket bra ifrån sig. Därför beställdes ytterligare fyra fartyg (batch 3) med modernare elektronik, motmedel, maskineri och beväpning. Elektroniken och maskineriet provades ut på HMS Brave som därvid delvis uppgraderats till batch 3-standard. Den tydligaste skillnaden är att fartygen i batch 3 har en 114 mm kanon på fördäck i stället för Exocet-robotarna som är ersatta med Harpoon-robotar och flyttade till en lite mer undanskymd plats mellan bryggan och förmasten. Framför förmasten står också det nya luftvärnssystemet Goalkeeper CIWS.

## Avveckling
Livslängden på fartygen var beräknad till 18 år, därefter betraktades de som omoderna och förbereddes för avrustning. Samtliga fyra fartyg i batch 1 såldes till Brasilien 1994 varav tre fortfarande är i aktiv tjänst. HMS London och HMS Coventry avrustades 1999 respektive 2001 och såldes därefter till Rumänien i januari 2003. Eftersom de var avrustade såldes de utan beväpning, men de har utrustats med torpedtuber, en OTO Melara 76 mm kanon samt en IAR 330 helikopter. HMS Sheffield avrustades 2002 och såldes till Chile i april 2003. Även hon har fått en OTO Melara 76 mm kanon och även Harpoon- och Barak 1-robotar. HMS Boxer och HMS Brave sänktes som skjutmål i augusti 2004. Övriga fartyg har skrotats.

## Fartyg i klassen

### Broadsword
Beställd: 8 februari 1974, Påbörjad: 7 februari 1975, Sjösatt: 12 maj 1976, Tagen i tjänst: 4 maj 1979, Såld till Brasilien 18 november 1994.

Broadsword var det första fartyget i klassen. Under utprovningen kallades hon in för räddningsoperationen efter att en storm drabbat Fastnet Race i augusti 1979.
Under Falklandskriget opererade hon i par med HMS Coventry. Den 25 maj 1982 anfölls de båda fartygen av argentinskt attackflyg varvid Coventry sänktes. Broadsword träffades av en bomb som förstörde Broadswords helikopter, dock utan att explodera. 170 av Coventrys besättningsmän räddades av Broadsword. Hon sköt med sina Sea Wolf-robotar ner en argentinsk Dagger och bidrog till nedskjutningen av en Skyhawk.
År 1993 var hon i Adriatiska havet för att understödja den brittiska insatsen i UNPROFOR när en brand bröt ut i aktre maskinrummet och dödade två besättningsmän.
Den 18 november 1994 köptes hon av Brasilien. Hon var då fortfarande i aktiv tjänst i brittiska flottan och avrustades först 31 mars 1995. Den 30 juni togs hon i tjänst av Brasiliens flotta under namnet Greenhalgh.

### Battleaxe
Beställd: 5 september 1975, Påbörjad: 4 februari 1976, Sjösatt: 18 maj 1977, Tagen i tjänst: 28 mars 1980, Såld till Brasilien 18 november 1994.

Battleaxe såldes till Brasilien 18 november 1994. Hon togs i tjänst i brasilianska flottan 30 april 1997 under namnet Rademaker.
Battleaxe spelar en avgörande roll i Tom Clancys bok Röd storm.

### Brilliant
Beställd: 7 september 1976, Påbörjad: 25 mars 1977, Sjösatt: 15 december 1978, Tagen i tjänst: 15 maj 1981, Såld till Brasilien 18 november 1994.

Under Falklandskriget deltog Brilliant i den styrka som skulle återta Sydgeorgien. Under den operationen anföll en helikopter från Brilliant den argentinska ubåten ARA Santa Fe den 25 april med en målsökande torped. Torpeden missade, men ubåten slogs ändå ut av AS.12-robotar från avfyrade av Wasp-helikoptrar från HMS Plymouth och HMS Endurance.
Brilliant blev också det första fartyg att använda Sea Wolf-robotar i strid när hon 12 maj 1982 sköt ner tre stycken argentinska Skyhawks. Den 21 maj blev hon lätt skadad av granater från argentinska attackflygplan. Den 23 maj deltog hon tillsammans med HMS Yarmouth i jakten på det argentinska depåfartyget ARA Monsunen. Den 25 maj räddade hon 24 överlevande från S/S Atlantic Conveyor.
I oktober 1990 blev Brilliant det första brittiska krigsfartyg där kvinnor officiellt tjänstgjorde ombord i stridande befattningar, något som också skildrats i en dokumentär av BBC.
Den 18 november 1994 såldes hon till Brasilien där hon började sin tjänstgöring 31 augusti 1996 under sitt nya namn Dodsworth. Hon avrustades och skrotades 2012.

### Brazen
Beställd: 21 oktober 1977, Påbörjad: 18 augusti 1978, Sjösatt: 4 mars 1980, Tagen i tjänst: 2 juli 1982, Såld till Brasilien 18 november 1994.

Brazen tjänstgjorde i Persiska viken under Gulfkriget. Den 29 och 30 januari deltog hennes Lynx-helikoptrar i slaget om Khafji där de lyckades avvärja en irakisk amfibieoperation.
Den 11 september 1994 gick Brazen på grund under en patrull i Magellans sund. Efter fyra dygn kunde hon dras flott och bogseras till Talcahuano för reparation.
Den 18 november 1994 såldes hon till Brasilien där hon började sin tjänstgöring 31 augusti 1996 under namnet Bosísio. I juni 2009 deltog hon i sökandet efter Air France Flight 447.

### Boxer

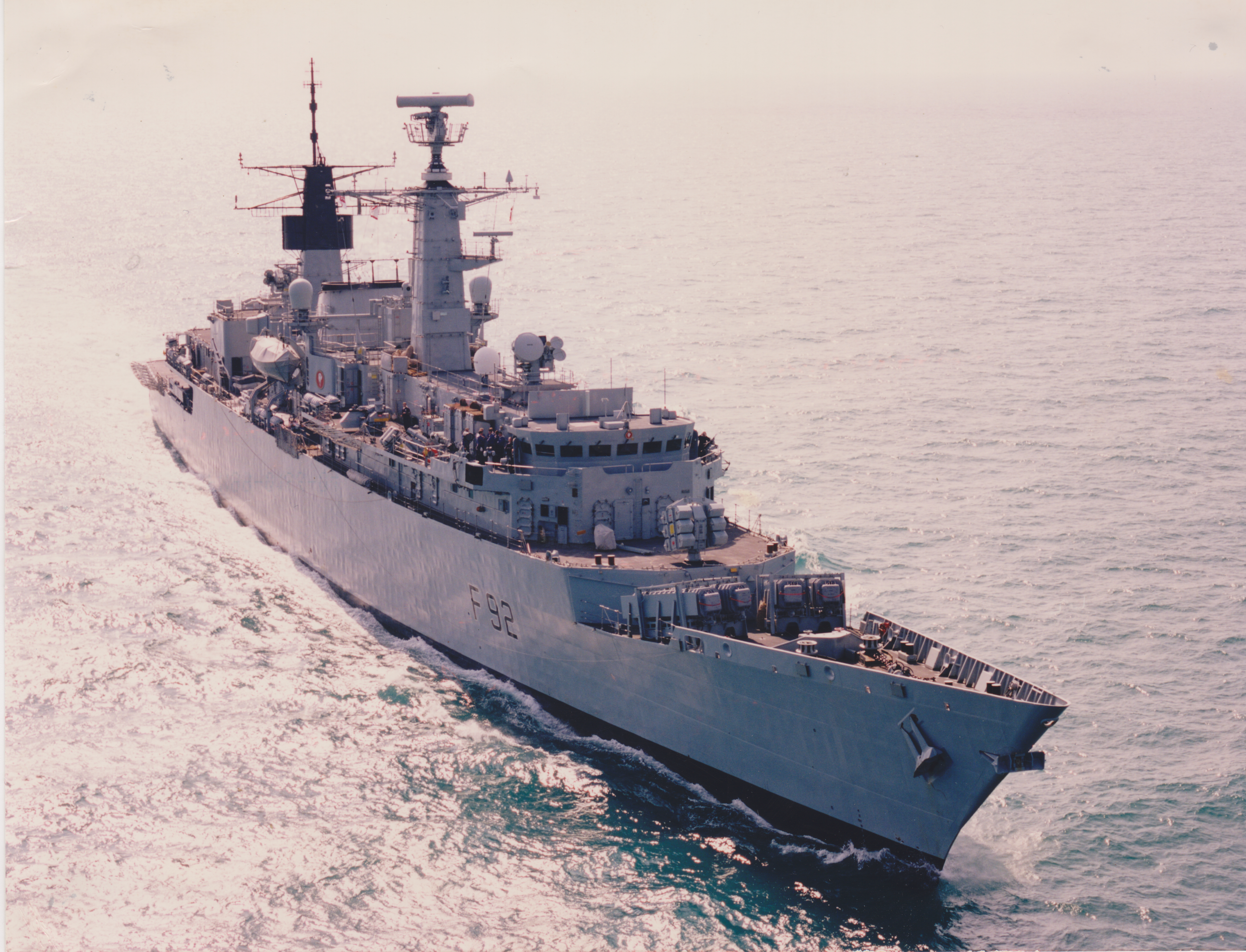
HMS Boxer 1992. Fartygen i batch 1 & 2 kännetecknas av avfyringstuberna för Exocet-robotarna på fördäck.

Beställd: 25 april 1979, Påbörjad: 1 november 1979, Sjösatt: 17 juni 1981, Tagen i tjänst: 22 december 1983. Sänkt som skjutmål i augusti 2004.

Boxer var det första fartyget i batch 2. Hennes förlängda fördäck och den skarpare vinkeln på förstäven jämfört med de äldre fartygen gav henne öknamnet Pinocchio. Hon blev det snabbaste fartyget i klassen när hon efter en översyn 1990 lyckades prestera 34 knop.

### Beaver
Beställd: 25 april 1979, Påbörjad: 20 juni 1980, Sjösatt: 8 maj 1982, Tagen i tjänst: 13 december 1984, Avrustad: 1 maj 1999, Skrotad: 21 februari 2001

### Brave
Beställd: 27 augusti 1981, Påbörjad: 24 maj 1982, Sjösatt: 19 november 1983, Tagen i tjänst: 4 juli 1986. Sänkt som skjutmål i augusti 2004.

Brave var det första fartyget i klassen som fick förbättringar baserade på erfarenheter från Falklandskriget. Den största skillnaden var maskineriet där Olympus-högfartsturbinerna byttes ut mot mindre Spey-turbiner. Fördelen var att dessa kunde köras samtidigt och mot samma propelleraxel som Tyne-lågfartsturbinerna (COGAG) medan de äldre fartygen bara kunde köra två gasturbiner samtidigt (COGOG). Hon fick också en ny spaningsradar (Marconi Typ 967M) och en två nya eldledningsradar (Typ 911). Hon fick dessutom en högre helikopterhangar som gjorde det möjligt att härbärgera en Sea King-helikopter.
Brave avrustades 23 mars 1999 och sänktes som skjutmål i augusti 2004.

### London
Beställd: 23 februari 1982, Påbörjad: 7 februari 1983, Sjösatt: 27 oktober 1984, Tagen i tjänst: 5 juni 1987. Såld till Rumänien 14 januari 2003.

London var det första fartyget i klassen och inte fick ett namn som började på B. Från början var det tänk att fartyget skulle få namnet Bloodhound.
Under Gulfkriget var London brittiska flottans flaggskepp i Persiska viken, men råkade aldrig i strid. Hon avrustades 14 januari 1999 och såldes till Rumänien 14 januari 2003 tillsammans med sitt systerfartyg Coventry. Det mesta av beväpningen avlägsnades innan leverans, bara torpedtuberna och de båda dubbla 30 mm automatkanonerna fanns kvar. I Rumänien utrustades fartyget med en snabbskjutande OTO Melara 76 mm kanon. Den 9 september 2004 togs hon i tjänst i Rumäniens flotta under namnet Regina Maria.

### Sheffield

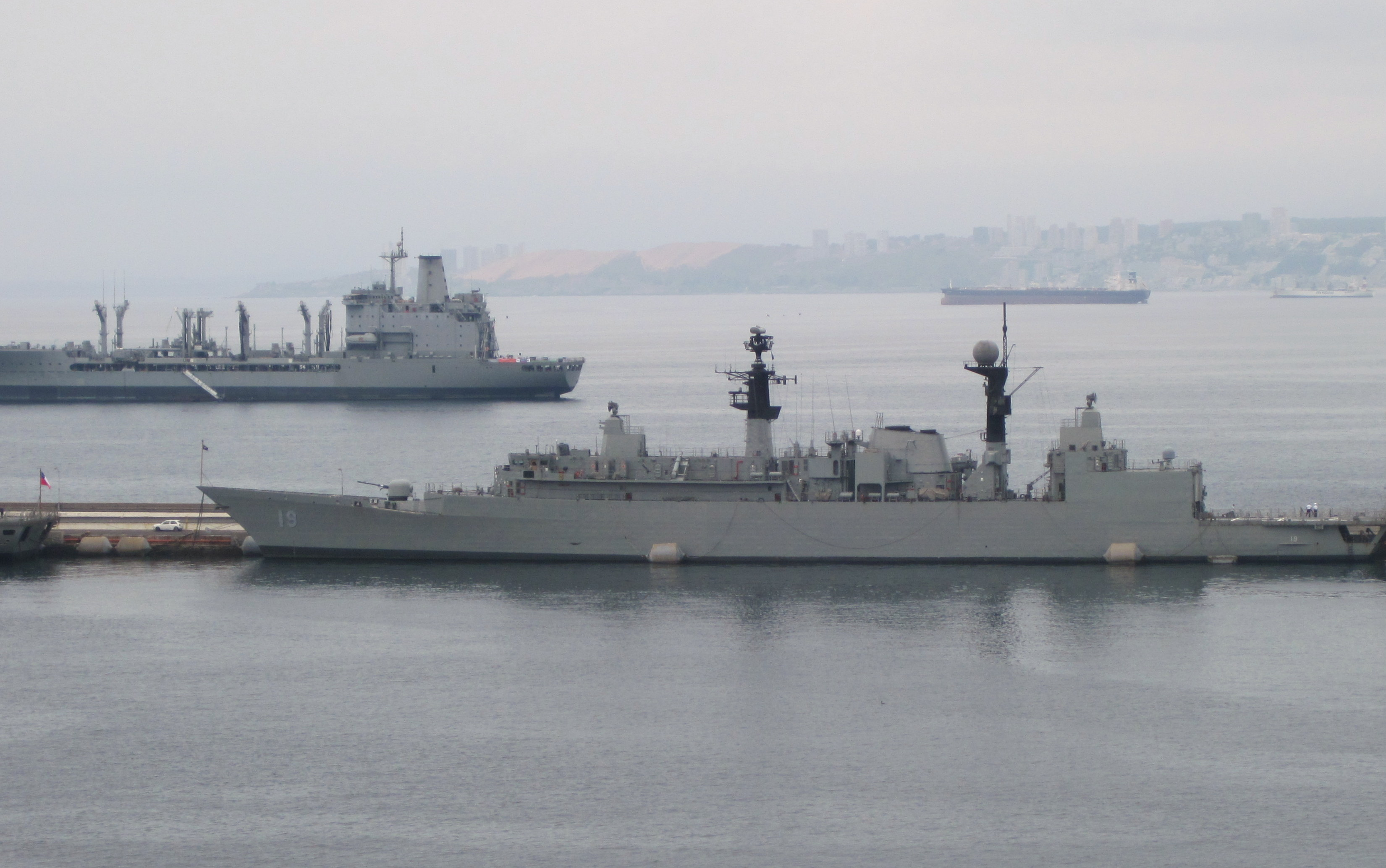
Almirante Williams i Valparaíso, januari 2012. Sea Wolf- och Exocet-robotarna är borta och en OTO Melara 76 mm kanon och Harpoon-robotar har kommit i deras ställe.

Beställd: 2 juli 1982, Påbörjad: 29 mars 1984, Sjösatt: 26 mars 1986, Tagen i tjänst: 26 juli 1988. Såld till Chile i april 2003.

Sheffield skulle från början ha fått namnet Bruiser, men det ändrades till Sheffield till minne av jagaren HMS Sheffield som sänktes under Falklandskriget. I maj 2000 deltog Sheffield i NATO-övningen BALTOPS 2000 i Östersjön och besökte samtidigt Stockholm, Kotka, Sankt Petersburg, Klaipėda, Gdynia och Kiel. Under våren och sommaren 2001 tjänstgjorde hon i Karibien för att bistå USA:s kustbevakning i kampen mot narkotika. Under 2002 var hon stationerad i Medelhavet. Sheffield avrustades 4 november 2002 och såldes till Chile i april 2003. Den 5 september 2003 togs hon i tjänst i chilenska flottan under namnet Almirante Williams. År 2008 genomgick hon en upprustning där hon bland annat utrustades med en OTO Melara 76 mm kanon, Harpoon- och Barak 1-robotar samt en Cougar-helikopter.

### Coventry
Beställd: 14 december 1982, Påbörjad: 29 mars 1984, Sjösatt: 8 april 1986, Tagen i tjänst: 14 oktober 1988. Såld till Rumänien 14 januari 2003.

Coventry skulle från början ha fått namnet Boadicea, men det ändrades till Coventry till minne av jagaren HMS Coventry som sänktes under Falklandskriget. Alla efterföljande fartyg i klassen fick därefter namn som börjar på C i stället för B.
Coventry avrustades i december 2001 och såldes till Rumänien 14 januari 2003. Fartyget levererades 19 augusti 2004 och togs i tjänst 9 september under namnet Regele Ferdinand. Under rumänsk flagg har hon deltagit i både Operation Unified Protector 2011 och Operation Atalanta 2012.

### Cornwall
Beställd: 14 december 1982, Påbörjad: 19 september 1983, Sjösatt: 14 oktober 1985, Tagen i tjänst: 19 februari 1988, Avrustad: 30 juni 2011, Skrotad 24 oktober 2013.

Cornwall var det första fartyget i batch 3 och det sista fartyget i Broadsword-klassen i tjänst i brittiska flottan. Fartygets beskyddarinna var prinsessan Diana som även var hertiginna av Cornwall. Fartyget har haft ett flertal hedersuppdrag, bland annat som flaggskepp för Förste sjölorden under ett flottbesök i Sankt Petersburg under ryska flottans 300-årsjubileum och som salutfartyg vid Elizabeth II:s firande av 50 år som regent. Hon har även deltagit i rent militära uppdrag som operation Infinite Justice och operation Atalanta. Cornwall avrustades 30 juni 2011 och skrotades i Swansea 24 oktober 2013.

### Cumberland

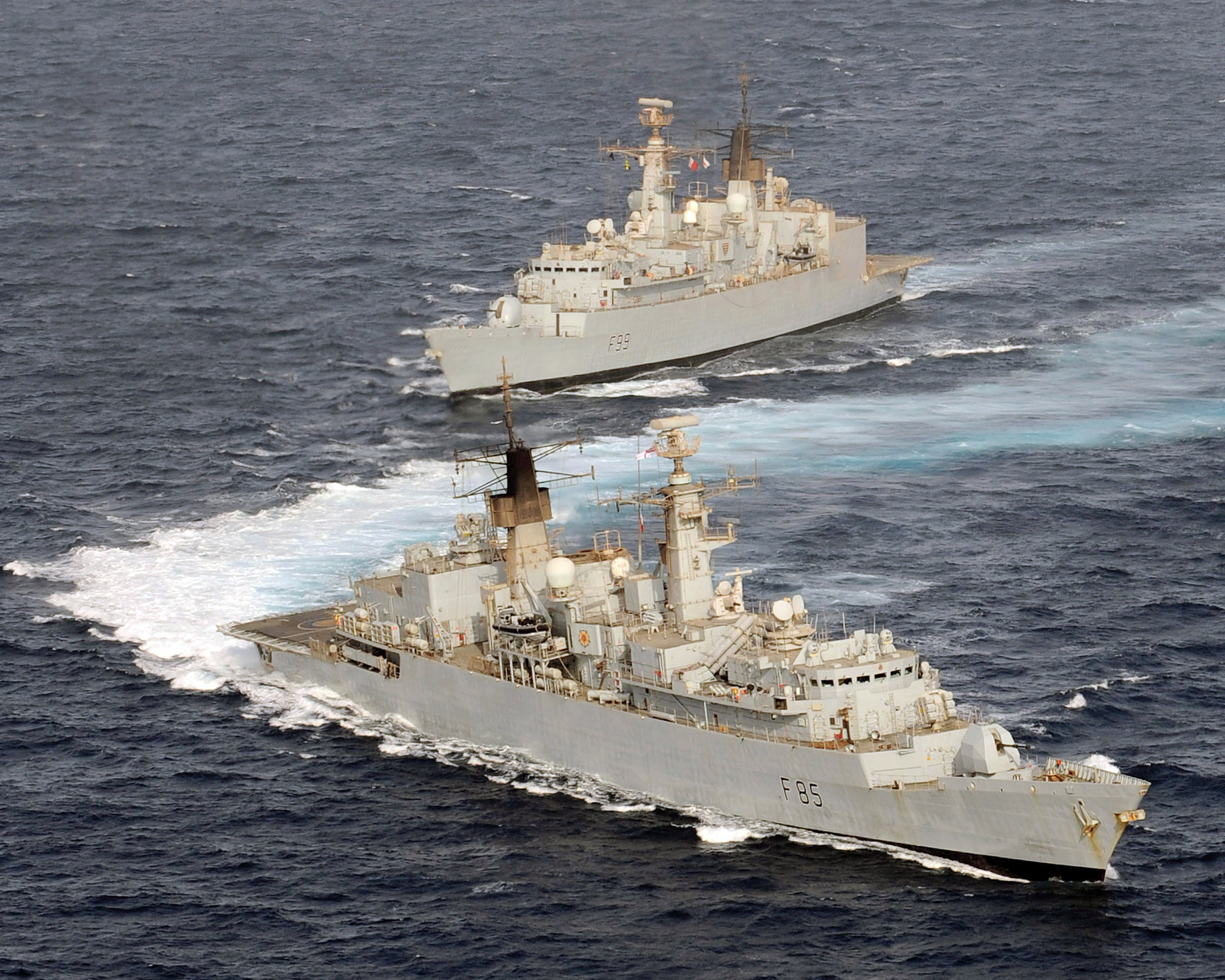
Cumberland och Cornwall i Adenviken, augusti 2009.

Beställd: 27 oktober 1983, Påbörjad: 12 oktober 1984, Sjösatt: 21 juni 1986, Tagen i tjänst: 10 juni 1989, Avrustad: 23 juni 2011, Skrotad i juli 2013.

Cumberland deltog inte i Gulfkriget, i stället genomförde hon under vintern 1990–1991 sin första längre patrull i Sydatlanten och besökte både Falklandsöarna och Sydgeorgien. I september 2000 deltog hon i räddningsarbetet efter färjan M/S Express Saminas förlisning utanför Paros. Under 2000-talet deltog Cumberland i ett flertal narkotikaoperationer både i Atlanten och Karibien.
Den 11 november 2008 råkade Cumberland i strid med somaliska pirater som försökte borda det danska lastfartyget M/V Powerfull. Bordningsförsöket avvärjdes av helikoptrar från Cumberland och den ryska fregatten Neustrasjimyj. Senare samma dag siktade Cumberland den dhow som misstänktes vara inblandad i anfallet på Powerfull. En avdelning marinsoldater i en ribbåt närmade sig dhowen, men möttes av automateld. Elden besvarades och tre pirater dödades innan resten kapitulerade. Under 2010 var hon stationerad i Persiska viken och tjänstgjorde bland annat som eskort åt det franska hangarfartyget Charles de Gaulle.
Den 22 february 2011 var Cumberland på väg från Persiska viken till Devonport för avrustning då hon fick kontraorder. Hon skulle i stället anlöpa hamnen i Benghazi för att evakuera västerländska medborgare från Libyska inbördeskriget. Totalt 454 människor evakuerades till Malta. I mars samma år deltog hon i operation Ellamy och i april i operation Unified Protector. Den 18 april återvände hon till England och avrustades 23 juni. I juli 2013 såldes hon till Turkiet för skrotning.

### Campbeltown
Beställd: januari 1985, Påbörjad: 4 december 1985, Sjösatt: 7 oktober 1987, Tagen i tjänst: 27 maj 1989, Avrustad: 7 april 2011, Skrotad i juli 2013.

Campbeltown var det enda fartyget i klassen som byggdes på varvet Cammell Laird i Birkenhead på Englands västkust (alla andra var byggda i Glasgow eller Newcastle upon Tyne på östkusten). Under 2007 och 2008 tjänstgjorde hon i Persiska viken och deltog i operation Calash och operation Telic. Hon avrustades 7 april 2011 och såldes till Turkiet för skrotning i juli 2013.

### Chatham
Beställd: 28 januari 1985, Påbörjad: 12 maj 1986, Sjösatt: 20 januari 1988, Tagen i tjänst: 4 maj 1990, Avrustad: 9 februari 2011, Skrotad i juli 2013.

Under 1990-talet deltog Chatham i operation Sharp Guard – blockaden för att upprätthålla FN:s vapenembargo av före detta Jugoslavien. Den 1 maj 1994 stoppade Chatham och den nederländska fregatten Van Kinsberger det maltesiska fraktfartyget Lido II som misstänktes smuggla bränsle till Montenegro när tre jugoslaviska robotbåtar av Končar-klass närmade sig och försökte hindra en bordning av Lido II. En av robotbåtarna försökte till och med ramma Chatham. Robotbåtarna jagades dock iväg av de båda fregatterna med understöd av italienska Tornado-flygplan.
År 1997 var Chatham Storbritanniens sista militära enhet som lämnade Hongkong. I maj 2000 deltog hon i evakueringen av västerländska medborgare från Sierra Leone. Under Irakkriget besköt Chatham landmål på Al Faw-halvön i mars 2003. Totalt avlossade hon 60 granater mot olika mål. I december 2004 deltog hon i de humanitära insatserna i Sri Lanka efter tsunamikatastrofen 2004.
Chatham avrustades 9 februari 2011 och såldes till Turkiet för skrotning i juli 2013.